# Rue Milton
La rue Milton est une voie du 9e arrondissement de Paris, en France.

## Situation et accès
La rue Milton est une voie publique en pente d'environ 400 mètres, située dans le 9e arrondissement de Paris. Elle débute au 46-52 rue Lamartine et se termine au 29 rue de La Tour-d'Auvergne.

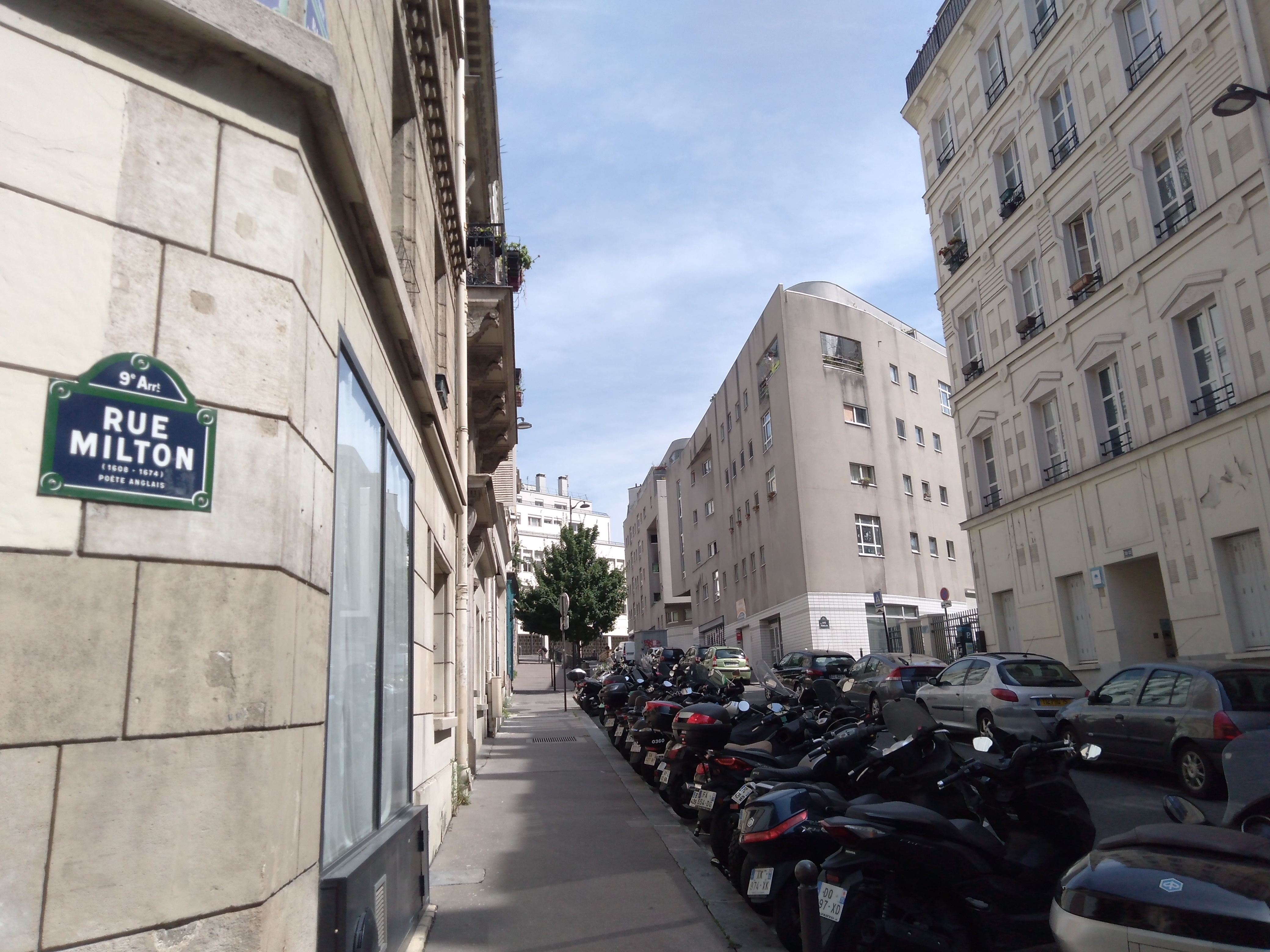
Le haut de la rue Milton.
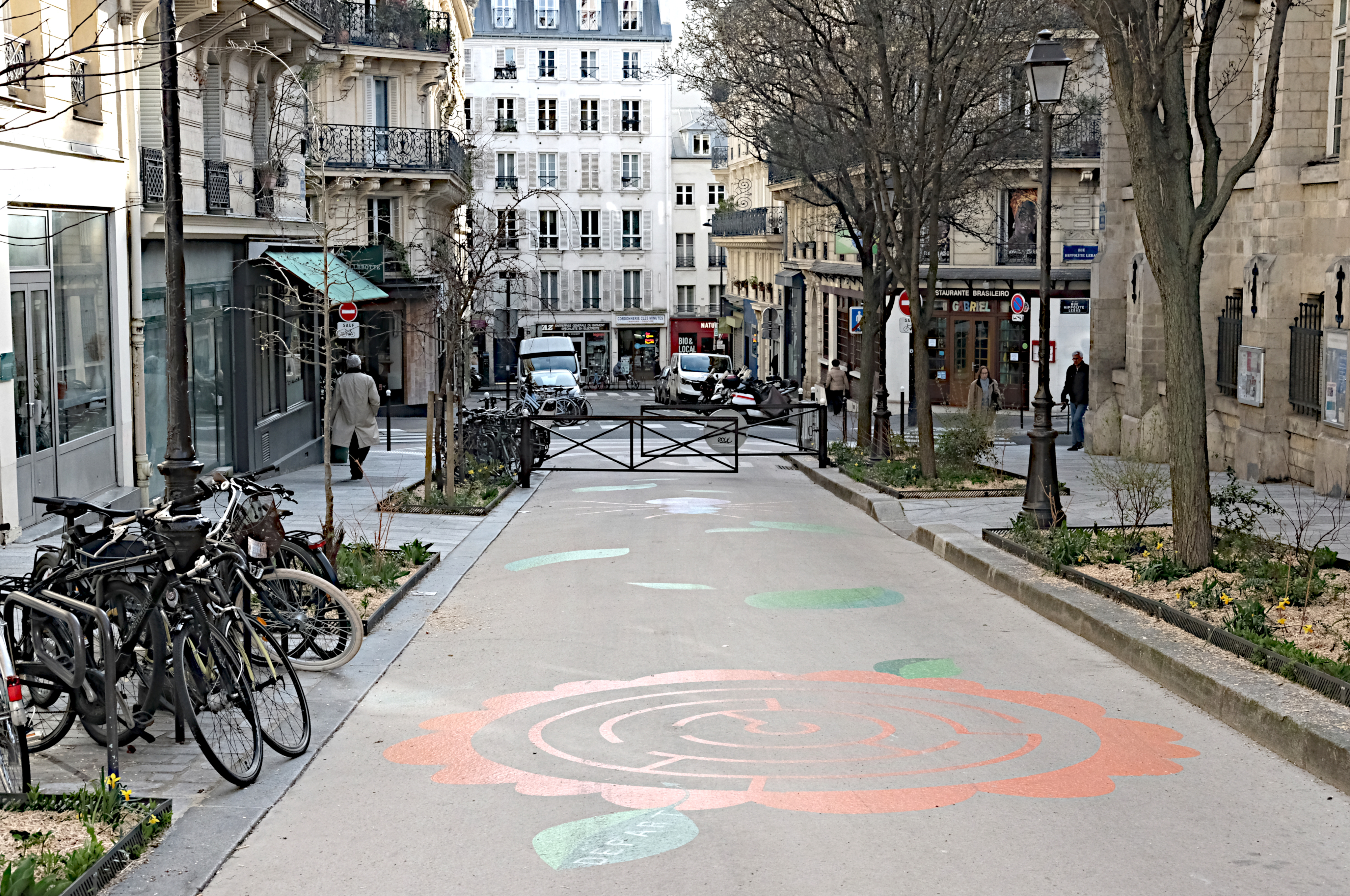
Le bas de la rue Milton.

## Origine du nom

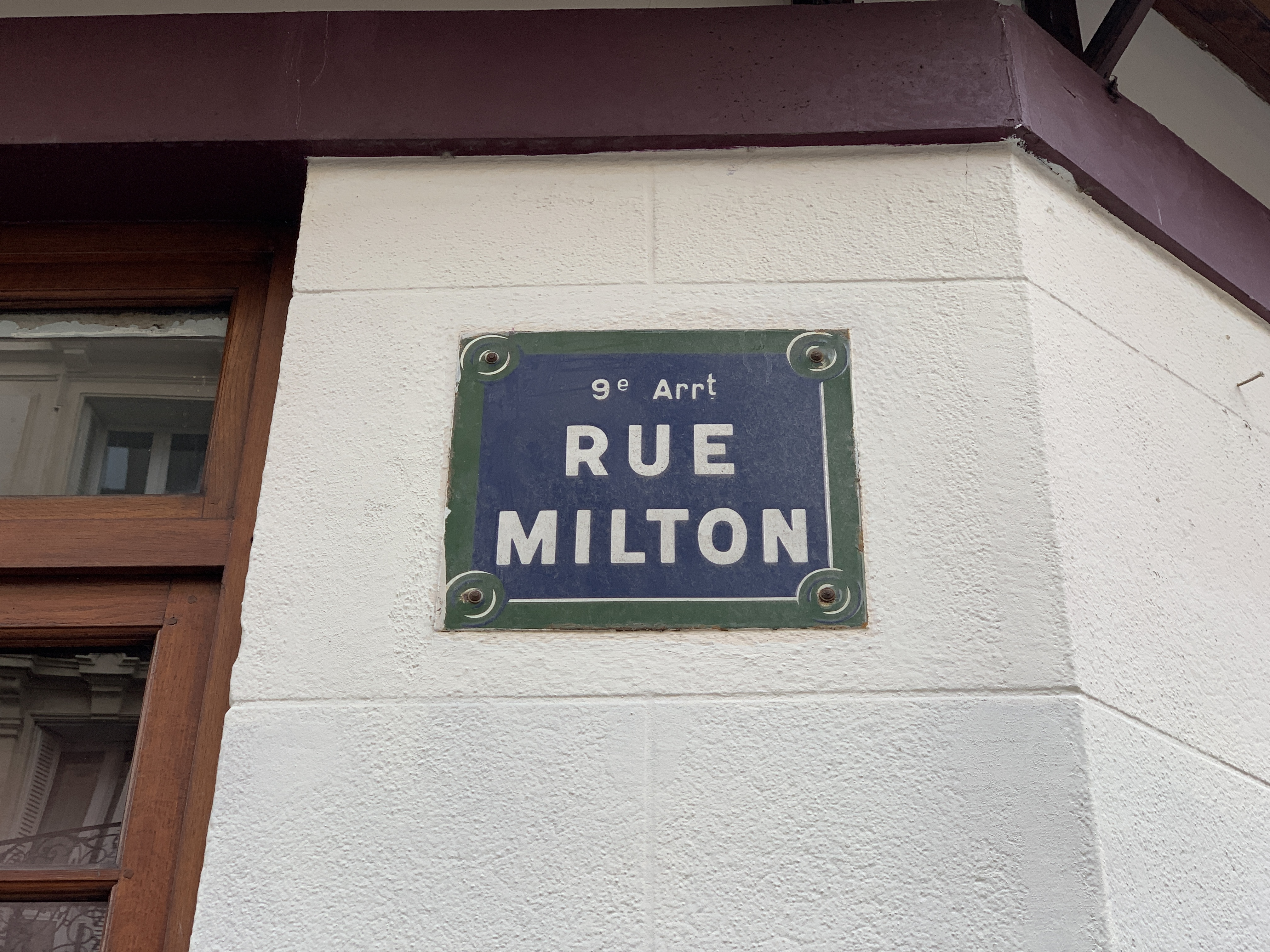

Elle porte le nom du poète anglais John Milton (1608-1674).

## Historique
La rue Milton résulte, par arrêté du 10 novembre 1873, de la réunion de :
- une partie de la « rue Neuve-Bossuet », entre la rue Neuve-des-Martyrs et la cité Fénelon,
- la « rue Neuve-Fénelon », entre la cité Fénelon et la rue de La Tour-d'Auvergne, ouverte en 1844 sous le nom de « passage Fénelon »,
- la « rue Milton », ouverte en 1860 à partir de la rue Lamartine, lors de l'ouverture de la rue de Maubeuge qui prend le nom de rue Milton par décret du 10 août 1868.

Décret du 10 août 1868
« Napoléon, etc.,
Sur le rapport de notre ministre secrétaire d’État au département de l'intérieur,
Vu l'ordonnance du 10 juillet 1816;
Vu les propositions de M. le préfet de la Seine;
Avons décrété et décrétons ce qui suit :
Article 5 — Les deux voies projetées sur les terrains de l'ancien abattoir de Montmartre recevront : 
la première, parallèle au boulevard de Rochechouart le nom de rue Gérando;
la deuxième, parallèle à l'avenue Trudaine, celui de rue Quesnay.
Les trois voies en cours d'exécution aux abords du temple évangélique projeté, seront dénommées ainsi qu'il suit :
La première, située entre les rues de Maubeuge et des Martyrs, au sud du dit temple, prendra le nom de Hippolyte-Lebas;
La deuxième, située entre les mêmes voies, au nord dudit temple, celui de rue Choron.
La troisième, ouverte en prolongement de la voie privée dite rue Neuve-Bossuet, celui de « rue Milton ».
La voie dite rue de Laval-prolongée, située entre les rues de Maubeuge et des Martyrs, recevra le nom de rue Condorcet.
etc.
Article 17. — Notre ministre secrétaire d'État au département de l'Intérieur est chargé de l'exécution du présent décret.
Fait au palais de Fontainebleau, le 10 août 1868. »
Les diverses parties de cette rue avaient été classées dans la voirie de Paris par décret du 27 juillet 1870 :
« Napoléon, etc., 
Sur le rapport de notre ministre secrétaire d’État au 
département de l'intérieur,
Vu le plan d'alignement dressé pour les rues dites Fénelon, Neuve-des-Martyrs et la partie de la rue Neuve-Bossuet comprise entre la « rue Milton » et la rue Fénelon, à Paris;
Les engagements souscrits par les propriétaires riverains de ces rues ; 
 Les délibérations du Conseil municipal de Paris, en daté des 8 avril et 3 juin 1870;
Les pièces de l'enquête;
 La proposition du sénateur préfet de la Seine
 La loi du 3 mai 1841 et le décret-loi du 26 mars 1852
 Notre Conseil d’État entendu, avons décrété et décrétons ce qui suit:
Article 1 — Les rues dites Fénelon, Neuve-des-Martyrs, et la partie de la « rue Neuve-Bossuet », comprise entre les rues Milton et Fénelon, sont classées au nombre des voies publiques de la ville de Paris.
Ce classement aura lieu à la charge, par les propriétaires riverains de céder gratuitement à la ville de Paris le sol de ces voies nouvelles, et de se conformer aux autres conditions énoncées dans la délibération du Conseil municipal du 8 avril 1870, suivant les offres faites parles propriétaires du nouveau quartier des Martyrs.
Les alignements des dites rues sont arrêtés suivant les tracés noirs avec lisérés bleus du plan ci-annexé, que nous approuvons à cet effet,
Article 2 — Notre ministre secrétaire d'État au département de l'intérieur est chargé de l'exécution du présent décret ».

## Bâtiments remarquables et lieux de mémoire
- Jean Dorville (1901-1986), artiste peintre et lithographe, vécut rue Milton.
- Angle rue Milton - rue de l'agent Bailly, remarquable façade peinte de l'atelier d'Yvon Taillandier (fresque de l'artiste), en cours de restauration.
- No 5 : rue Milton, ancienne école et temple protestant Milton, qui fusionne avec le temple protestant de La Rencontre en 1962. Aujourd'hui école publique polyvalente.
- No 25 : emplacement de la cité Milton. Celle-ci s’étendait jusqu’au n° 41, rue Louise-Émilie-de-La-Tour-d'Auvergne[5].
- No 37 : à l'angle (n° 37 de la rue Milton), médaillon en pierre sculptée du poète anglais au dernier étage du collège Paul Gauguin.

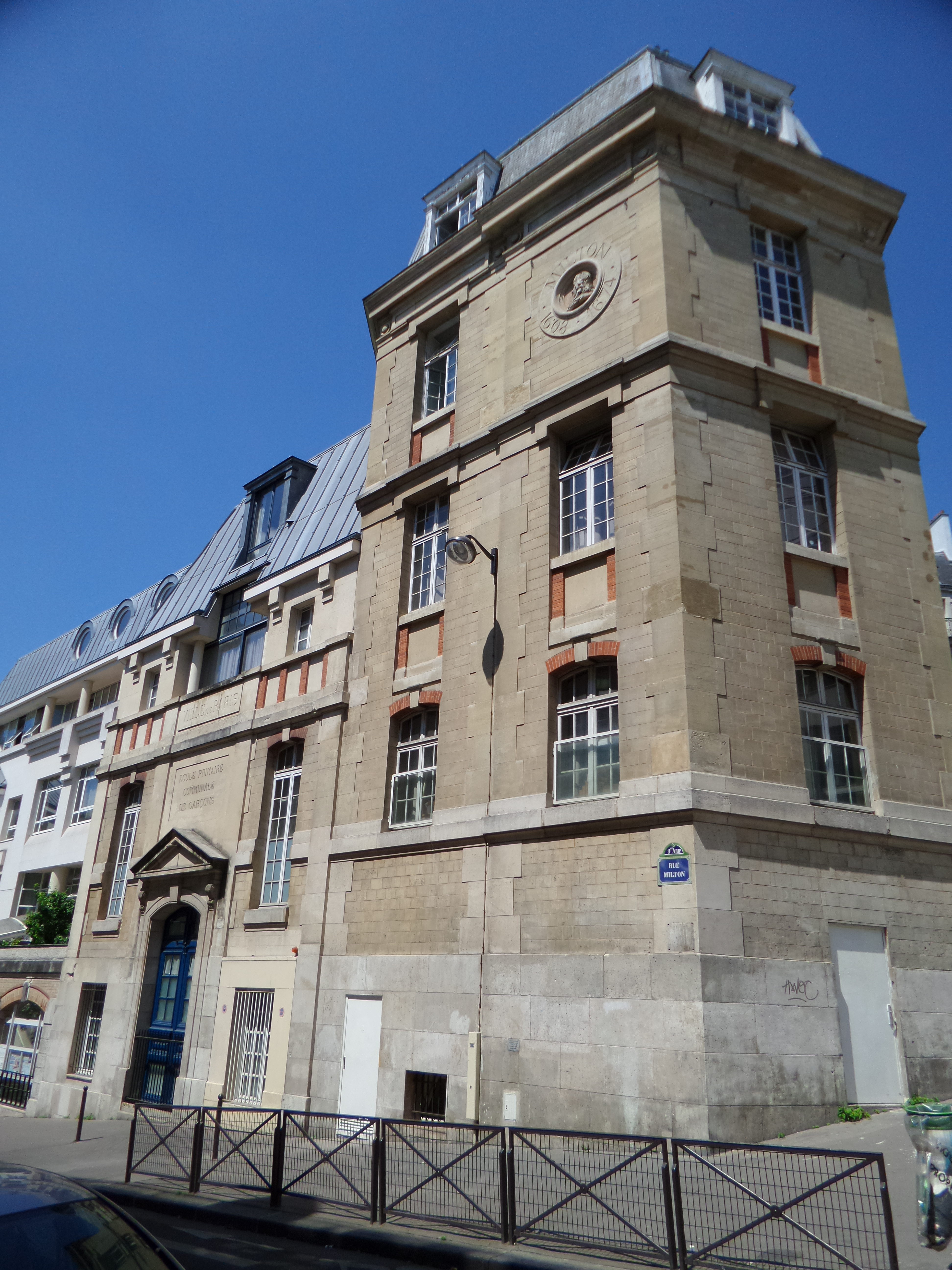
Nos 5 : école primaire de la rue Milton avec le portrait sculpté de John Milton.
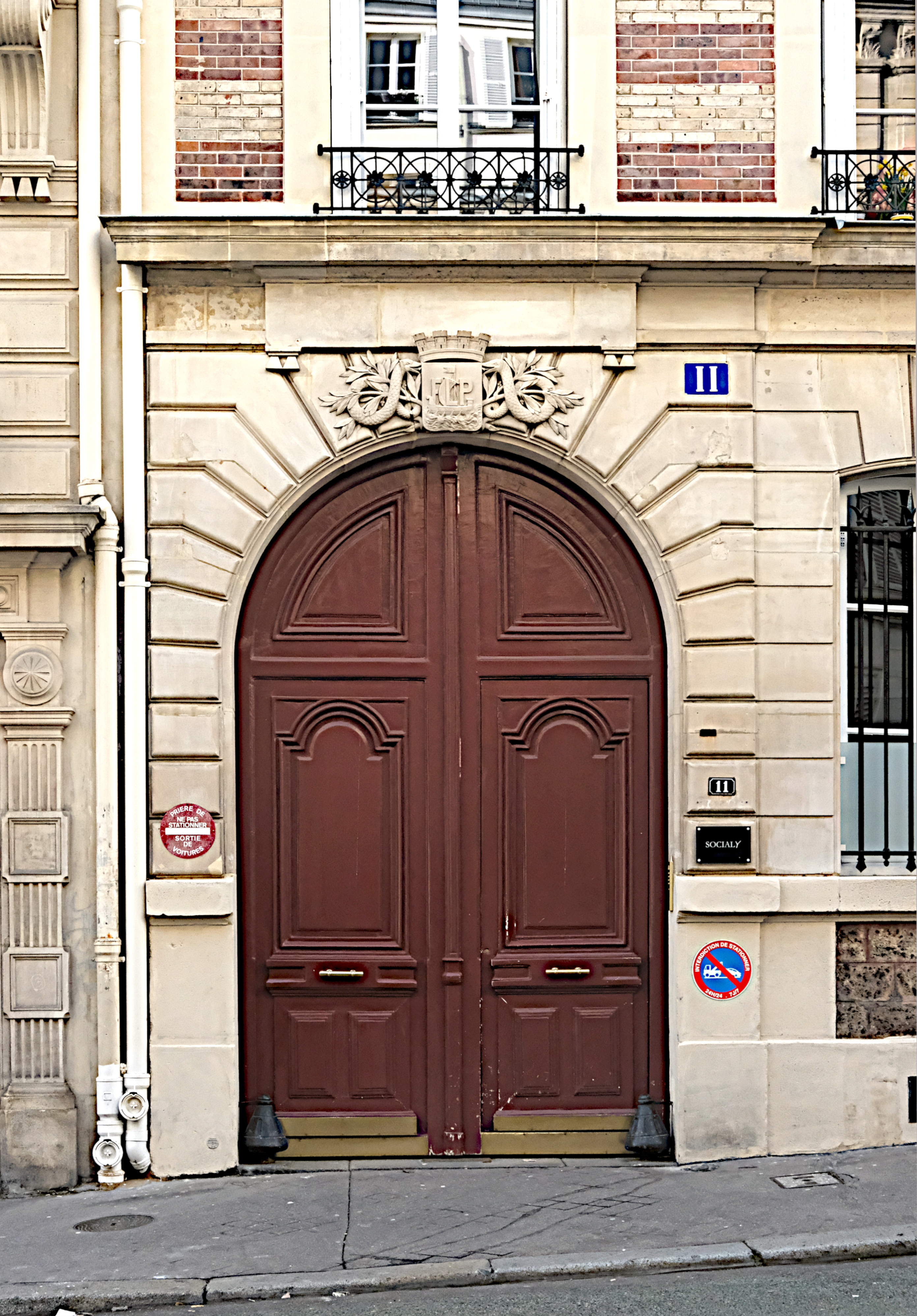
Nos 11.
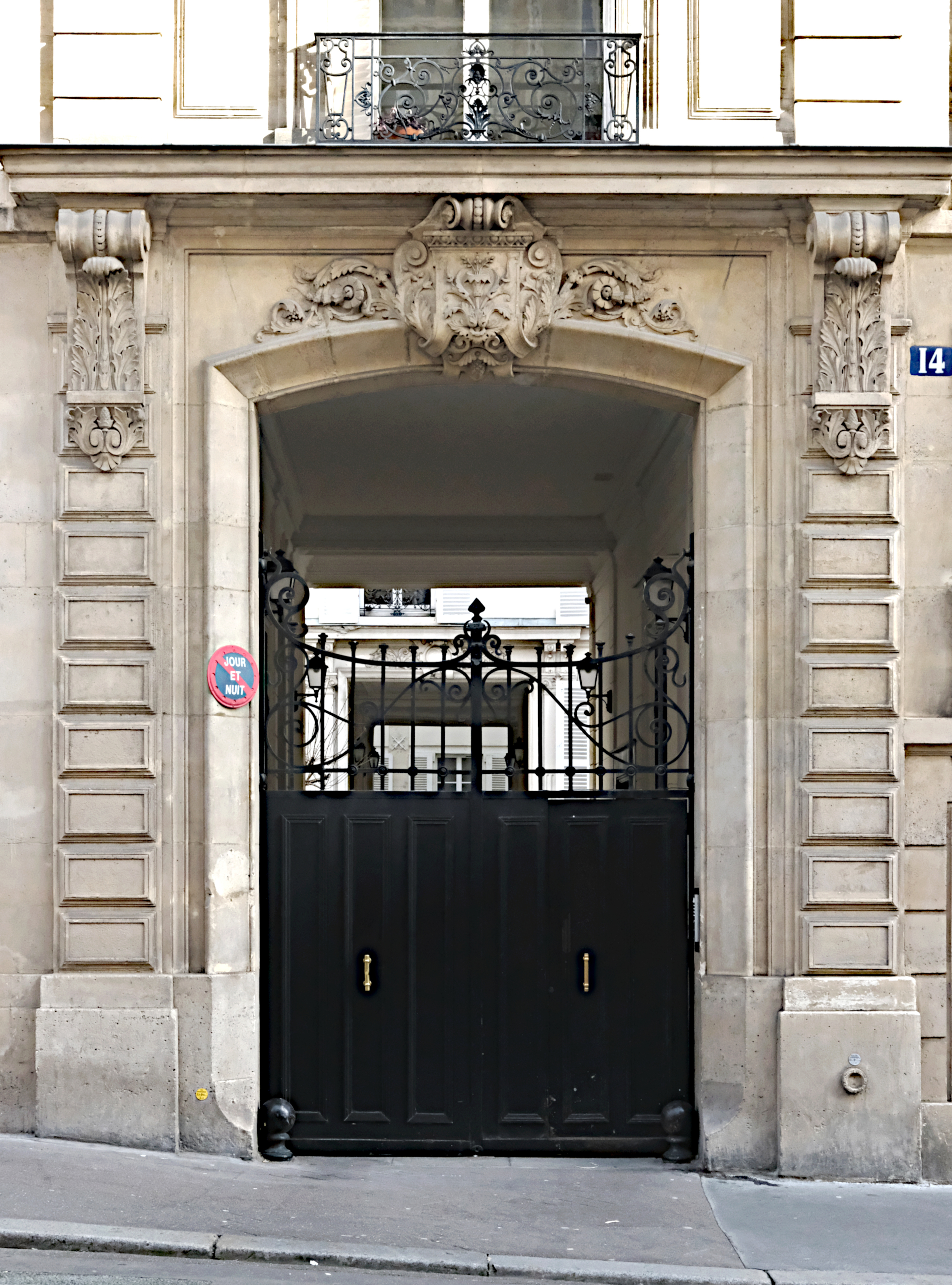
Nos 14.